# Vossieuscelus seminiger
Vossieuscelus seminiger es una especie de coleóptero de la familia Attelabidae.

## Distribución geográfica
Habita en Brasil y en Ecuador.